# Gunnar Horn
Gunnar Hansen Horn (25 juin 1894, Christiania, Norvège – 15 juillet 1946, cap Linné, Norvège) est un géologue et explorateur de l'Arctique norvégien.

## Biographie

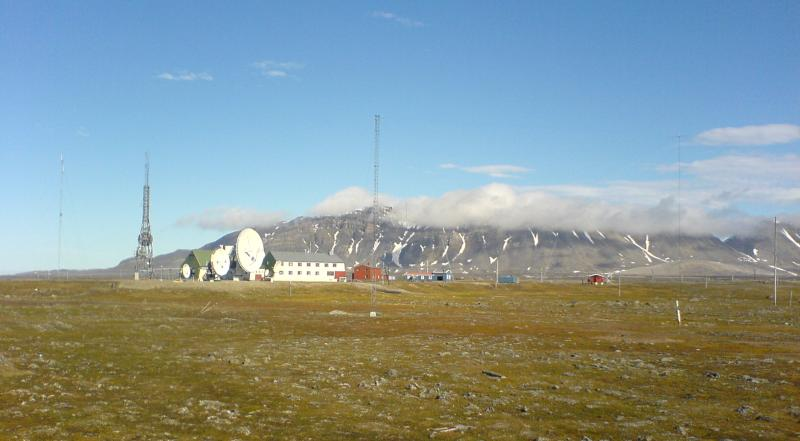
Isfjord radio

Il fait des études d'ingénieur des mines à l'université norvégienne de sciences et de technologie dont il est diplômé en 1916. Il se spécialise ensuite à Londres, à l'École royale des mines, sur la géologie du pétrole. De 1920 à 1923, il travaille ainsi comme géologue pétrolier à Trinité et au Venezuela. En 1925, il voyage avec Johan Braastad sur les rives orientales de la mer Caspienne pour étudier les ressources pétrolières locales. En 1928, il obtient un doctorat à l'université technique de Berlin. À son retour, il part étudier la géologie du Svalbard.
En 1930, il est engagé comme chef d'une expédition en Arctique et découvre par hasard les restes du camp de l'expédition polaire de S. A. Andrée à Kvitøya. Il parcourt ensuite l'Est du Groenland et l'archipel François-Joseph.
Devenu directeur du Norges Naturvernforbund, il meurt subitement au Svalbard en 1946 lors de travaux de restauration d'Isfjord radio.

## Œuvres
- Geologisk beskrivelse over Bjørnøya, (avec Anders K. Orvin), 1925
- Beiträge zur Kenntnis der Kohle von Svalbard (Spitzbergen und der Bäreninsel), 1928
- Geology of Bear Island, 1928
- Franz Josef Land : Natural History, Discovery, Exploration, 1930
- Norges Svalbard- Og Ishavs-undersøkelsers Ekspedisjon Til Sydøstgronland Med Veslemari, Sommeren 1932, 1933
- Geology of a Middle Devonian Cannel Coal from Spitsbergen, 1941
- Karsthuler i Nordland, 1947

## Hommage
Un promontoire de Kvitøya porte son nom, le Hornodden.